# Manuel Pizarro Moreno
Manuel Amador Miguel Pizarro Moreno (Teruel, 29 de septiembre de 1951) es un economista, jurista y político español. Abogado del Estado, es agente de cambio y bolsa y antiguo presidente de Endesa. Es académico de número y presidente de la Real Academia de Jurisprudencia y Legislación, de la Real Academia de Ciencias Económicas y Financieras y de la Academia Aragonesa de Jurisprudencia y Legislación.También es presidente del  patronato del Parque nacional de Ordesa y Monte Perdido.
Pizarro fue también diputado del Congreso por el Partido Popular, entre 2008 y el 29 de enero de 2010, fecha en que abandonó su escaño y la política activa.

## Biografía
Manuel Pizarro Moreno nació en Teruel el 29 de septiembre de 1951. Su abuelo, el general de la Guardia Civil Manuel Pizarro Cenjor, fue nombrado gobernador civil de Granada, después de la guerra civil y en 1947 de Teruel, cargo que ocupó hasta 1954 en que falleció, periodo en el que tuvo como principal encomienda la lucha contra el maquis en la zona. Su padre, Manuel Pizarro Indart fue procurador en Cortes por el Tercio familiar entre 1967 y 1971 por la provincia de Teruel, y uno de los 19 procuradores que votaron "NO" a la designación del príncipe Juan Carlos I de España como sucesor a la jefatura del estado.
Manuel Pizarro estudió Derecho en la Universidad Complutense de Madrid, licenciándose en 1973. En 1978, opositó con éxito a la abogacía del Estado. Su primer destino en la Administración fue en la Delegación de Hacienda y Tribunales de Tarragona en 1979 para pasar luego a su ciudad natal.
Trasladado a Madrid, ejerció los cargos de subdirector general de Cooperación con las comunidades autónomas y secretario general técnico, ambos en el Ministerio de Administración Territorial. Finalmente, en el Ministerio de Economía se convirtió en asesor jurídico de la Secretaría de Estado de Economía y en subdirector general de Expropiaciones de la Dirección General del Patrimonio, ostentando este cargo durante la expropiación de Rumasa.
En 1987 comenzó a trabajar como agente de cambio y bolsa, abandonando el sector público y adentrándose en el mundo financiero. Trabajó en la Bolsa de Madrid desde 1991, siendo nombrado vicepresidente en diciembre de 1995. En noviembre de 1995, fue nombrado presidente de Ibercaja, permaneciendo en el cargo hasta 2004. Entre 1998 y 2002, durante su presidencia de Ibercaja, fue nombrado también presidente de la Confederación Española de Cajas de Ahorro (CECA).

## Endesa
En 1996 se convirtió en consejero de la empresa eléctrica Endesa. En julio de 1998 fue nombrado vicepresidente y alcanzó la presidencia en mayo de 2002. Durante su presidencia, en 2005, Endesa recibió una oferta pública de adquisición de acciones (OPA) de carácter hostil, por parte de Gas Natural, Pizarro rechazó esta oferta desde el primer momento por "hostil e insuficiente", se produjo entonces un conflicto entre ambas compañías que terminó politizado por ambas partes.
En 2006, la empresa eléctrica alemana EON ofreció pagar un 29% más que Gas Natural y todo parecía indicar que Endesa aceptaría esta oferta, sin embargo en 2007 la empresa italiana ENEL terminó haciéndose con Endesa.
Recibió diversas críticas por su oposición a la OPA de Gas Natural, participada por La Caixa, en favor de la oferta de la alemana EON. Durante este proceso, Pizarro manifestó sentirse acosado por el gobierno y espiado por el CNI.
En 2007, abandonó Endesa, recibiendo ese año un retribución total de 18,5 millones de euros, correspondiendo 14,1 millones al concepto de "otras retribuciones", en el que se incluía "la indemnización contractual del señor Pizarro", según el informe anual de la compañía.

## Actividad política

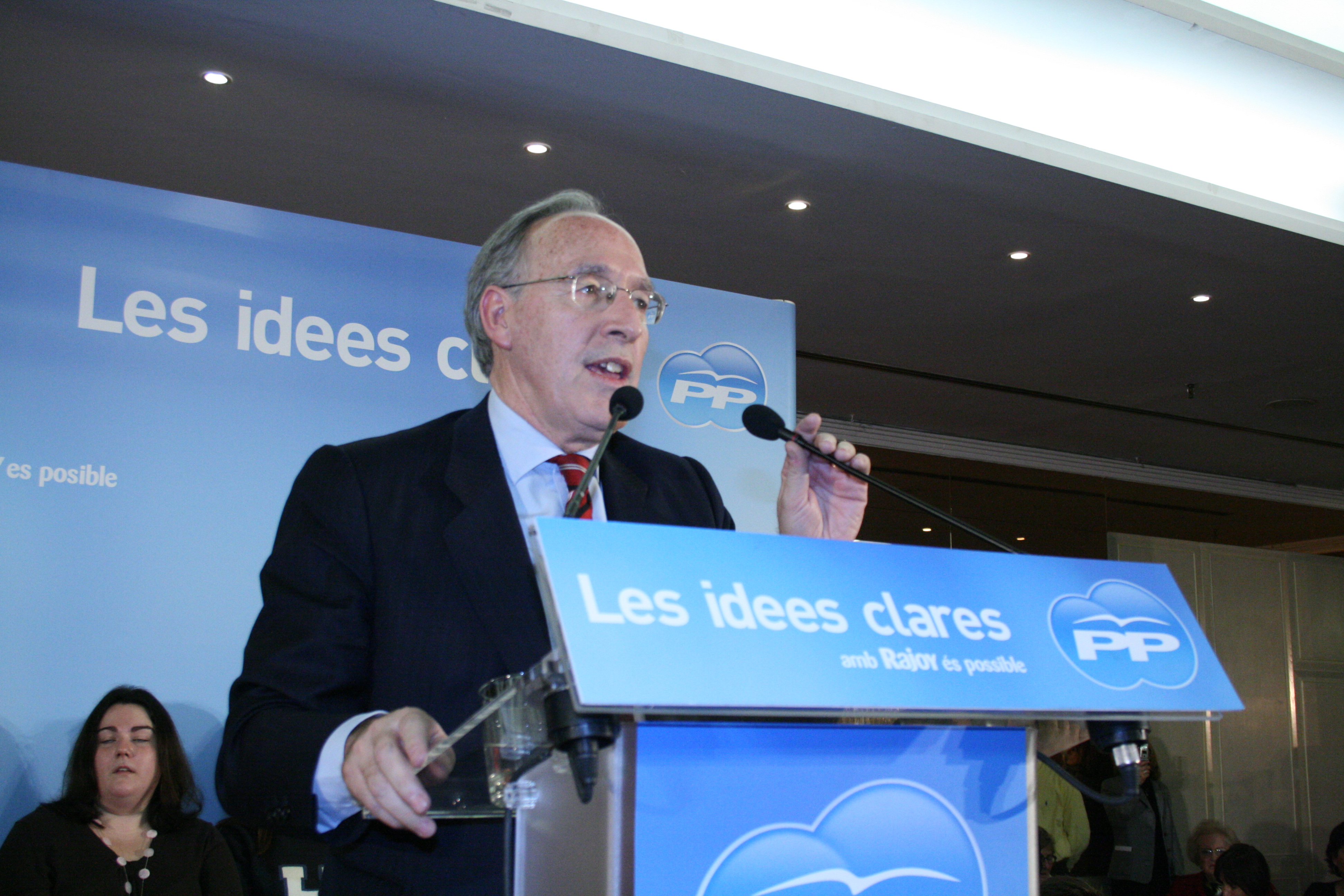
Manuel Pizarro en un mitin del Partido Popular en Barcelona el 26 de febrero de 2008, durante la campaña de las generales de 2008

El 17 de enero de 2008 se afilió al Partido Popular con las firmas de Mariano Rajoy y del expresidente del Gobierno, José María Aznar, siendo presentado oficialmente como número dos en las listas del partido popular por la circunscripción de Madrid. Esta incorporación a la política motivó su abandono del Consejo de administración de Telefónica por incompatibilidad de cargos.
Durante la campaña electoral de las elecciones general de 2008, mantuvo un debate televisivo en Antena 3 con el ministro de Economía Pedro Solbes, que Pizarro perdió, según la propia encuesta de la cadena televisiva. Sin embargo, los medios conservadores señalarían años después que «sus previsiones sobre la crisis eran ciertas, aunque muchos no lo creyeran en ese momento».
Una vez concluidas las elecciones del 9 de marzo tras la derrota del Partido Popular, Manuel Pizarro no fue elegido para ningún cargo en la renovación de los dirigentes del Partido Popular, alentando así los rumores de su posible dimisión y retirada de la política.
El 29 de enero de 2010, Manuel Pizarro comunicó al presidente del Partido Popular, Mariano Rajoy, su decisión de renunciar a su acta de diputado por razones estrictamente personales, manteniendo su compromiso con el proyecto político del Partido Popular, su militancia en el mismo y mostrando su disposición a seguir participando de manera habitual en las actividades del partido.

## Vida personal
El 26 de diciembre de 2016 contrajo matrimonio de forma religiosa con la expresidenta del Gobierno de Navarra (2011-2015) y exalcaldesa de Pamplona (1999-2011) Yolanda Barcina.

## Cargos
- Presidente de la Real Academia de Jurisprudencia y Legislación (sitio web RAJYL).
- Jefe de la Asesoría Jurídica de la Diputación General de Aragón.
- Presidente de la Bolsa de Madrid en períodos de alternancia con Antonio Zoido (1991 - 1995).
- Presidente de Ibercaja (1995 - 2004)
- Presidente del Patronato del parque nacional de Ordesa y Monte Perdido desde 1997.
- Presidente de la CECA (1998 - 2002).
- Presidente del Instituto Mundial de Cajas de Ahorro (1998-2005)
- Fundador y Presidente de la Agencia de Valores, Ibersecurities. (1989-2000)
- Hijo adoptivo Ciudad de Albarracín, Albarracín (1998)
- Vocal electo de Fundación Santa María de Albarracín, (1996-2014)
- Presidente de Endesa (2002 - 2007)
- Consejero Telefónica (2007-2008)
- Presidente del Consejo Social de la Universidad Autónoma de Madrid desde 2010
- Vicepresidente de la Fundación para el Análisis y los Estudios Sociales (FAES) 2016